# Piac utca
A Piac utca Debrecen egyik legfontosabb utcája. Az utca a Nagytemplom előtti piacról kapta a nevét – itt tartották a város szívében a kisebb-nagyobb napi és heti vásárokat. Előtte Várad utca volt a neve. A második világháború utáni időben átkeresztelték Vörös hadsereg utcára, 1990-től újra Piac utca.
A város mindkét villamosvonalának kezdeti és végszakasza a Piac utcának a Nagyállomástól Nagytemplomig tartó útvonala. Az utca építészeti arculata a 19. századi klasszicizmusból fakad, majd a 20. század elején formálódott át a szecesszió és az eklektika hatására.

## Épületek

### Piac utca 58.
Falán emléktábla hirdeti: „Itt állott az a ház, melyben Fazekas Mihály, a Lúdas Matyi hírneves szerzője élt, munkált és meghalt.” Az emléktáblát a Csokonai Kör emeltette. Elkészítésével Tóth András szobrászt, Tóth Árpád költő édesapját bízták meg. Az emléktáblát Fazekas Mihály halálának 70. évfordulóján helyezték el.
Fazekas egykori lakóháza a debreceni szellemi élet központja volt. Erre utal a tábla alsó részén egy ellipszis alakú relief, melyen Fazekast és Csokonait látjuk borozgatás közben. Az emléktáblát közrefogó finom domborművek a Lúdas Matyi egy-egy jelenetét örökíti meg. A ház udvarán a Fazekas Emlékkert idézi az első debreceni füvészkert alapítóját Rácz Edit mellszobrával is emlékezőn.

### Megyeháza
A Piac utca 54. szám alatt áll az egyik legszebb magyar szecessziós épület. Az egykori Hajdú vármegye házát Bálint Zoltán és Jámbor Lajos tervei alapján építették 1911-1912-ben. A telken állt egykor Debrecen első vendégfogadója, a Fejérló Szálló. Eddig terjedt a történelmi belváros, itt ért véget a Nagytemplomtól induló 670 m hosszú fahíd, amelyen száraz lábbal járhattak a cívisek. A fahidat 1824-ben bontották el, amikor lecsatornázták a főutcát. A Fejérló Szálló sok neves vendéget fogadott nyitása (1688) óta, például 1770-ben a későbbi II. József királyt.
A szálló udvarán színielőadásokat is tartottak. Wesselényi Miklós Nemzeti Játékszín Társasága tartotta a város első hivatalos magyar nyelvű színielőadását, 1798. augusztus 11-én. Kolozsvár után itt szólalhatott meg másodszor magyarul a Hamlet. Az előadásoknak az 1811-es tűzvész vetett véget.
A mai megyeháza épületének elődje 1876-ban lett Hajdú vármegye közigazgatási központja, 1911-ig, a mai építésének kezdetéig.
Az új megyeháza épületének homlokzata erősen tagolt, a híres pécsi Zsolnay porcelángyár pirogránit díszítőelemeivel, virágfüzérekkel és négy fegyveres hajdú szobrával tarkítva. A huszártorony csúcsán Árpád fejedelem bronzszobra áll, a homlokzat közepén Hajdú vármegye címerét lehet látni. Az épület díszterme az Árpád-terem: falát és mennyezetét stukkók és a megye településeinek címerei díszítik. Díszes ablaküvegeit Kernstok Károly tervezte, rajtuk két honfoglaló vezér látható.

### Piac utca 38.
E ház földszintjén volt Löfkovits Artur órás és ékszerész üzlete. Szabó Lőrinc versbe foglalta elemista korából származó élményeit, melyek Löfkovits üzletéhez kötődnek. Löfkovits önzetlensége és városszeretete óriási volt. 1902-ben 3500 darabból álló erdélyi régészetilelet- és éremgyűjteményét ajándékozta a városnak, megvetve ezzel a múzeum alapjait, melynek 10 évi törlesztéssel még 5000 koronát is adott gyűjteménygyarapítás célra.

### Piac utca 51.
A kétemeletes sarokház a legszebb romantikus épületek egyike. 1874-ben Szkalnitzky Antal tervei alapján építette meg Vecsey Imre debreceni építőmester Csanak József kereskedő számára.
A két utcára néző 23 és 28 méter hosszú homlokzaton vakolt és meszelt díszítmények váltakoznak a terrakotta konzol- és betétdíszekkel. Érdekesek a tetőn kívül falazott kandallószerű kéményei, valamint félköríves lezárású bejárója, melyek egykor a földszinten levő üzlethez és kirakataihoz vezettek. A suta kapuboltozat az 1939. évi átalakításkor alakult ki. Impozáns orsóteres lépcsőházában piszkei vörösmárvány lépcsősor, finom vonalú öntöttvas korlátok vezetnek az emeletre. A ház Arany János utcai oldalán emléktábla emlékeztet Arany Jánosra.

### Piac utca 45, a volt Hitelbank épülete
A harmincas években Padányi Gulyás Jenő tervezte épület a modern klasszicizáló stílus egyik jól sikerült alkotása. Homlokzatát Lux Alice jelképes szobrai díszítik, amivel épület szobrászati díjat nyert. A sarlós és búzakévés alak a mezőgazdaságot, az üllőt, kalapácsot tartó az ipart, a fogaskereket és kaptárt fogó a szorgalmat és takarékosságot, míg a sapkás és pénzes zacskós a
kereskedelmet jelképezi.

### Piac utca 39, a Rickl-ház
A Rickl kereskedőcsalád háza volt. Szabó Magda Régimódi történet című családregényének fontos színhelye. 1849. augusztus 3-án a várost megszálló cári és császári csapatok tábornokai közül itt szállott meg gróf Rüdiger császári generális. Az öntelt osztrák katona az eléje rendelt debreceni tanácsbelieket így köszöntötte: Az ellenségetek oda van, a barátotok megérkezett! Pedig amint a legendák megőrizték, a Rickl-házban éppen a beszállásolás perceiben rejtették el a csatornában Petőfi Sándor kardját, azt, melyet március 15-én hordott oldalán és honvédtársának, Rickl Gézának ajándékozott. A kardot ereklyeként őrizték, a második világháború viharaiban nyoma veszett.

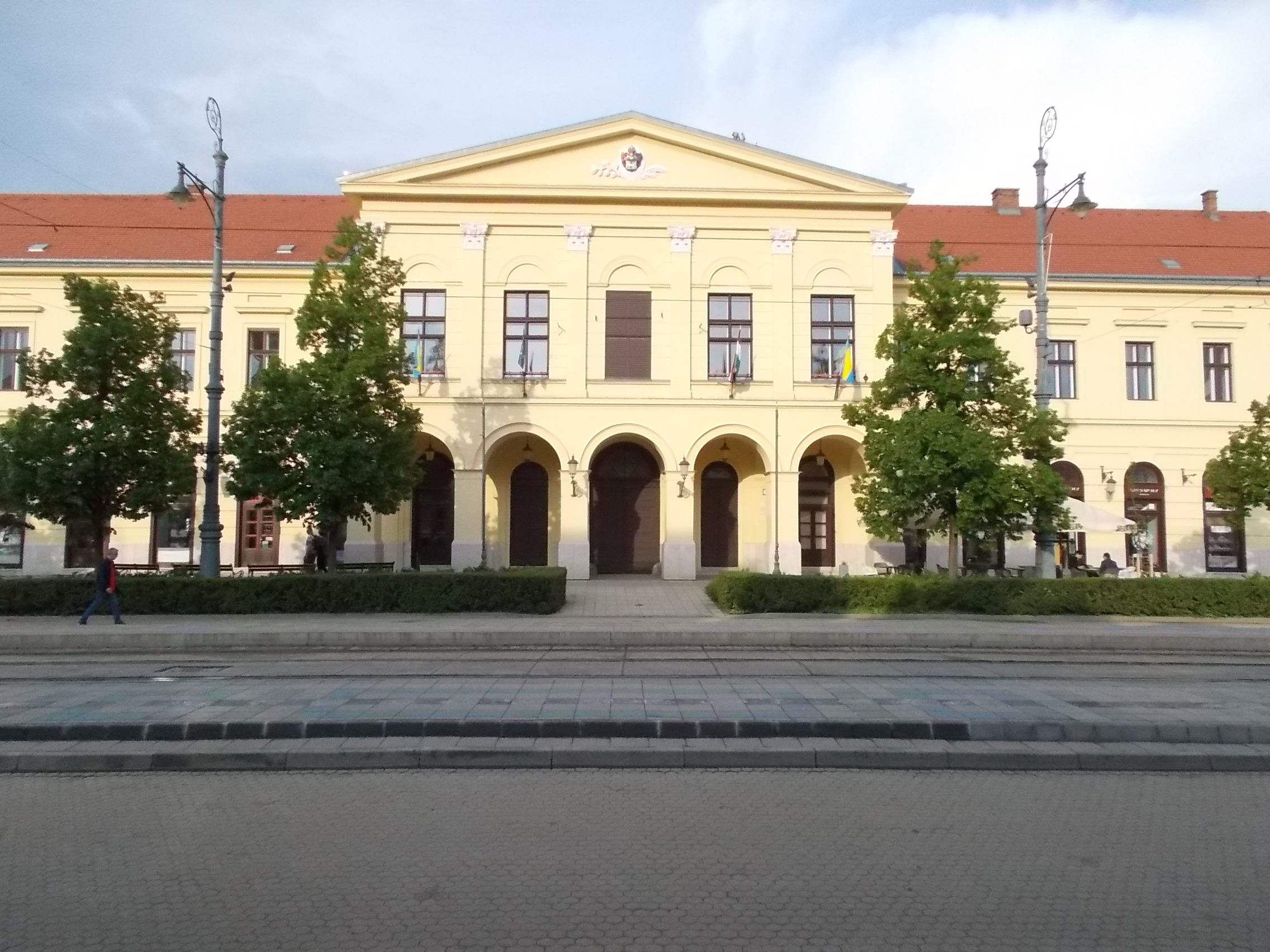
A régi Városháza

### Piac utca 20, a Városháza
1527-ben Tar András volt főbíró a pálosokra hagyta a telken álló emeletes kőházát. Tőlük 1531-ben bérbe vette, majd kiköltözésük után 500 forintért megvásárolta a város. Az elkövetkező évszázadokban a szomszédos telkeket is felvásárolták, és azokon álló épületeket összeépítették. Itt volt a város közigazgatási központja, továbbá sütő- és főzőház, csapszék, konyha az idegeneknek. A gyakori tűzvészek során elpusztult, 1802 után gondoltak új építésére. A tervezéssel előbb Péchy Mihályt bízták meg, de az építésre alig akart összegyűlni a pénz. 1825-ben az előző épületet le kellett bontani. A megkezdett terv nélküli építkezést Povolny Ferenc homlokzati tervei alapján 1837-ben folytatták. A kiviteli tervrajzot Ságodi József kamarai építész módosította, a királyi kamara ezt fogadta el 1838-ban.
A Povolny-féle homlokzati tervek, melyeken jól látszik a copf stílusú egri líceum hatása, nem valósultak meg teljes mértékben. Elmaradt a homlokzatáról az alacsony kupola, helyette a főbejárat öt félköríves, előreugró portikuszát enyhe szögű timpanonnal zárták le. A klasszicista épület egyetlen plasztikai dísze a város címere. A homlokzat félköríves záródású földszinti nyílásait, az emeleti ablakok emelt szemöldökpárkánya, mélyített falfülkéi nyugodt és mutatós kiképzést nyújtanak. A kiviteli munkákat Rachbauer József végezte el.
A városi adóhivatal Kossuth utcai copf stílusú épülettömbjét 1916-ban a városháza emeletével összekötötték. Az utca fölött átívelő 10 méter hosszú átjárót, mivel a városházáról azon keresztül jutottak az adóhivatalba, a debreceni népnyelv keserű humorral „Sóhajok hídjának” nevezte el. Az adóhivatal copf épületét 1938-ban klasszicista stílusúra alakították, jó érzékkel a városházához igazították.

### Piac utca 29, a volt Krúdy
Kisdebrecen vendéglő, Szabadság étterem, majd Krúdy, újabban Belga Söröző. Épületében gyakran megfordult a tizenhét éves Krúdy Gyula, aki néhány hónapig Debrecenben újságírósodott. Egyik régebbi nevét, a Tiszai halászt sokáig a falára festett cégjelző vonalfreskó őrizte meg, de a legújabb tulajdonos ezt mára eltüntette.

### Piac utca 23, a Vasudvar
A 21. számmal együtt Vecsey Imre debreceni építőmester tervezte és építette fel romantikus stílusban. E házban volt a híres debreceni Sesztina vaskereskedés. A régi debreceni kereskedőcsalád számos alapítvánnyal és adománnyal segítette a várost.

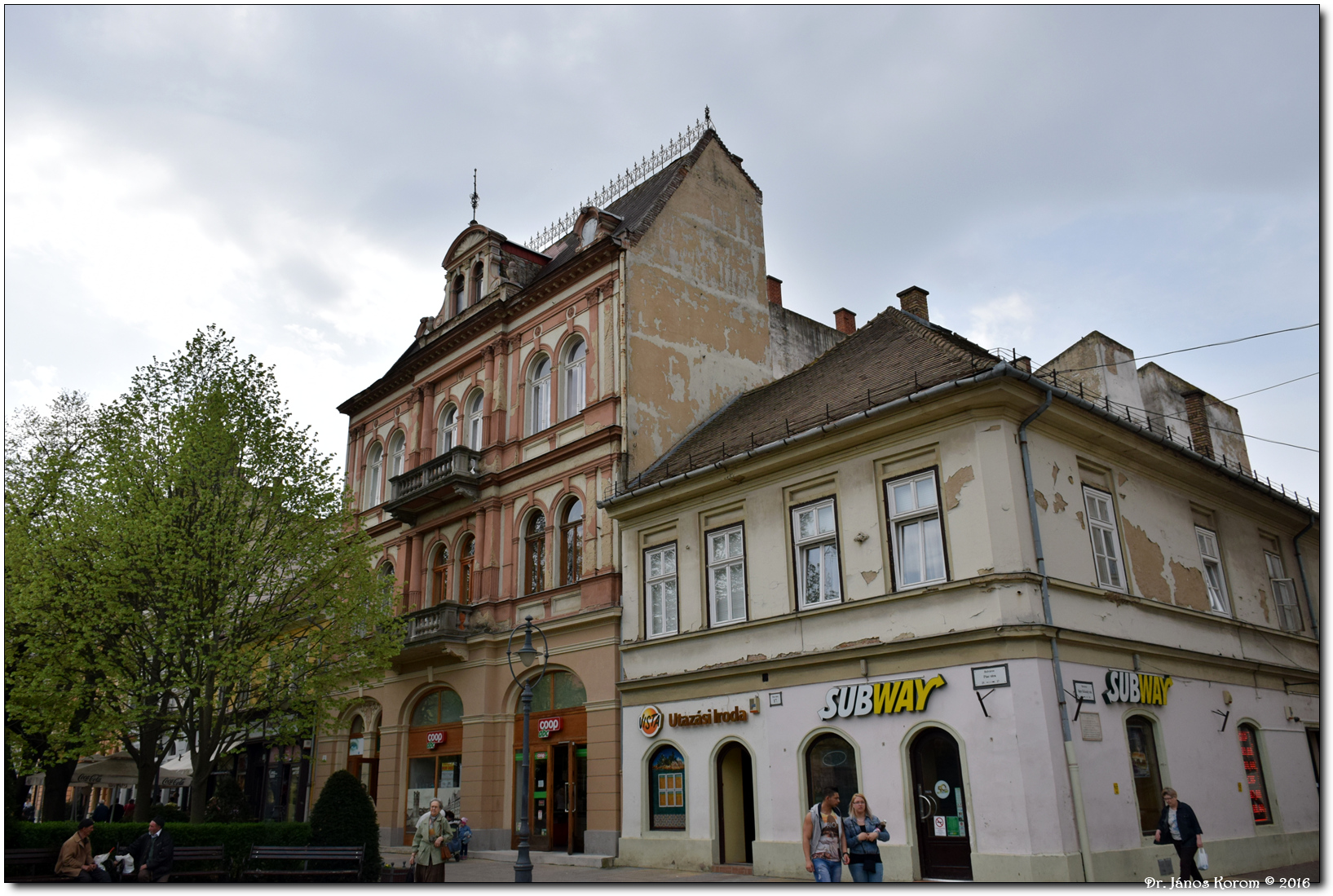
Piac utca 19 és 17.

### Piac utca 18, MÁV Igazgatóság, Tisza-palota
1895 óta található ebben az épületben a Magyar Államvasutak Igazgatósága. A klasszicista épületet a 19. század elején Beck Pál kormánybiztos építette, aki sokat tett a város közműellátottságának, útburkolatainak kiépítésért, az első városrendezési elveket megfogalmazó építési szabályrendeletek érvényre juttatásáért. Az épület később a Tisza család birtokába került, akik a második emelet felépítésekor eklektikussá alakíttatták át a homlokzatát.

### Piac utca 16, Alföld Palota
A Magyarországon második, 1846-ban alapított Alföldi Takarékpénztár számára épült. A klasszicista Debrecenhez jól illeszkedő épület Körmendi Nándor tervei alapján 1938-ban készült el. A négy utcára tervezett épülettömb sajnos nem terjedhetett ki a mögötte lévő Tótfalusi térre, mert az ingatlan tulajdonosának aránytalanul magas igényei miatt azt a telket nem tudta megvásárolni a bank.
Az épület előtt áll Pátzay Pál „Debreceni család”-ja. Hajdan Felszabadulási emlékműként tartották számon, talapzatán: „Debrecen népe jövendőjével köszönti felszabadulását!” felirattal. Mára mind a talapzat, mind a környezete, mind a szobor helye megváltozott, valamint eltűnt a mellette álló szovjet hősi emlékmű, a városi harcokban elesett szovjet katonákért – 1944. X. 19. A családszobor háromalakos, középpontjában a karonülő kisgyerek, anya és apa alakzata. Egykori értelmezése: a jövendő, aki megérte a pusztulás emlékképei nélkül a béke és boldogulás korszakát.

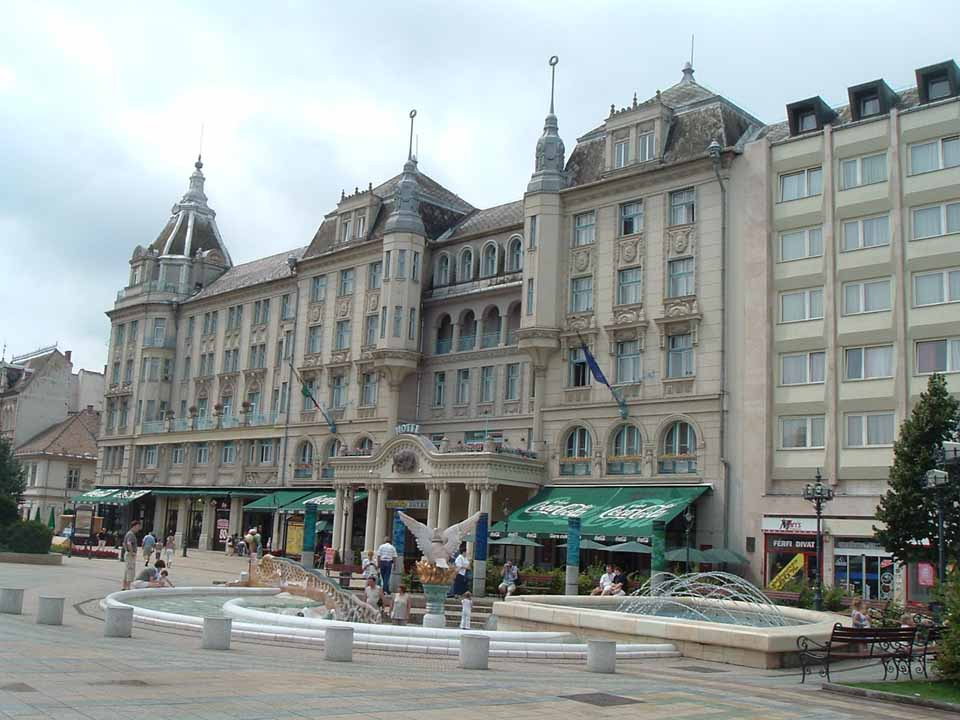
Aranybika Szálló

### Piac utca 11–15, Aranybika Szálló
A Bajcsy-Zsilinszky és a Piac utca sarkán, a Kossuth tér mellett áll az ország egyik legpatinásabb szállodája, az Aranybika.
Az 1536 óta Debrecenben élő Bika család telkét és kőházát 1690-ben vásárolta meg a város. 1699-ben az épületet fogadónak alakították ki, 1799-ben pedig emeletet húztak fel rá. 1810-ben került a vasból vert, rézzel bevont, öklelő bikát ábrázoló cégér a homlokzatra. Így lett Bika János egykori fogadójából Aranybika Szálló.
1822-ben Steindl Imre tervei szerint egyemeletes szállodát építettek. A megnövekedett igények miatt 1913-ban ezt lebontották. Helyére 1915-ben épült fel az eklektikus stílusban tervezett épület. A terveit Hajós Alfréd mesterépítész készítette, emlékét tábla örökíti meg a szálló előterében. Mérnöktársa Villányi Lajos volt. A homlokzati plasztikát olasz kőfaragó mesterek készítették.

### A Református Nagytemplom
Debrecen jelképe, a Nagytemplom nyugalmat árasztó zömök tömbjével, két súlyos tornyával a főutca tengelyében áll. Helyén valószínűleg nagyon régóta állt templom, bár az első írásos emlék a 13. században épített Szent András templomról maradt fenn. Ez impozáns méretű gótikus templom volt.
A templom megfeketedett falai 62 éven át álltak pusztán. 1626–28-ban épült fel az új templom, melynek I. Rákóczi György adományozott harangot. 1802. június 11-én Debrecen tűzvészeinek egyik legnagyobbika, mely a város egyharmadát elhamvasztotta, elérte a templomot is, és elpusztította; a harangot is újra kellett önteni.
Az új templom építésével 1803-ban a város Péchy Mihályt bízta meg. A terveket az építkezés közben többször változtattak. 1819-től már használják a templomot, de csak 1823-ra fejezték be az építkezést.
A Nagytemplomban mondta ki 1849. április 14-én a Habsburg-ház trónfosztását és Magyarország függetlenségét Kossuth Lajos, és itt választották kormányzóvá is. Kossuth széke a ma napig megtekinthető a templomban.